# Relacja antysymetryczna
Relacja antysymetryczna, relacja słabo antysymetryczna – dwuczłonowa relacja, która nie może zachodzić jednocześnie dla par {\displaystyle (x,y)} i {\displaystyle (y,x)} dla różnych {\displaystyle x} i {\displaystyle y.}
Formalnie relację dwuczłonową {\displaystyle \varrho \subset X\times X} nazywa się antysymetryczną, gdy:
{\displaystyle \forall _{x,y\in X}(x\;\varrho \;y\land y\;\varrho \;x\;\Rightarrow \;x=y).}
Innymi słowy, dla każdych dwóch elementów ze zbioru, na którym określono relację antysymetryczną, jeśli te dwa elementy pozostają ze sobą w tej relacji bez względu na ich kolejność, to elementy te są identyczne (tzn. jest to ten sam element).
Powyższe zdanie jest kontrapozycją warunku przedstawionego we wstępie: jeśli dwa elementy są różne, to relacja antysymetryczna między nimi nie zachodzi przynajmniej w jedną stronę (dla {\displaystyle x\neq y} przynajmniej jedna z par {\displaystyle (x,y)} i {\displaystyle (y,x)} nie należy do relacji).
Obie nazwy: relacja antysymetryczna i relacja słabo antysymetryczna, są w użyciu. Na przykład Wojciech Guzicki i Piotr Zakrzewski podają pierwszą nazwę, ale Wiktor Marek i Janusz Onyszkiewicz używają drugiej.

## Przykłady
- Relacja równości w dowolnym zbiorze.
- Relacja porządku w alfabecie łacińskim – dla dowolnie wybranych dwu różnych liter nie może jedna z nich występować w alfabecie jednocześnie wcześniej i później niż druga (to samo tyczy wszelkich porządków).

Relacje, które nie są ani symetryczne, ani przeciwsymetryczne lub antysymetryczne:
- Bycie bratem – nie jest symetryczna dla rodzeństwa różnej płci, ale może być symetryczna dla dwóch braci. Jednocześnie symetria może zachodzić dla dwóch różnych osób.